# Izabela Campos
Izabela Silva Campos (Belo Horizonte, 11 de abril de 1981) é uma atleta paralímpica brasileira.

## Biografia e carreira
Campos é natural de Belo Horizonte, em Minas Gerais. Aos seis anos de idade, ela contraiu sarampo e, como consequência, foi perdendo a visão progressivamente até não enxergar mais aos 18.
Em fevereiro de 2015, no Grand Prix de Atletismo de Paralímpico realizado em Dubai, nos Emirados Árabes Unidos, Campos conquistou a medalha de ouro nas provas de lançamento de disco classe F11 alcançando a marca de 26,86m e também no arremesso de peso com a marca de 9,70m. No Parapan de Toronto 2015, ela faturou o ouro no lançamento de disco classes F11/12 e a prata no arremesso de peso F11/12.
Nos Jogos Paralímpicos Rio 2016, Campos conquistou a medalha de bronze no lançamento de disco classe F11 com a marca de 32m60. Já no arremesso de peso classe F12, ela ficou em 11.º lugar na final.
Em abril de 2017, ela dispurou o Open Internacional Loterias Caixa de Atletismo e estabeleceu um novo recorde das Américas no lançamento de dardo F11 com a marca de 26,24m. Em julho do mesmo ano, no Mundial de Atletismo Paralímpico, foi bronze no lançamento de disco F11 com a marca de 31,83m e prata no lançamento de dardo F11 registrando 24,90m.
Nos Jogos Parapan-Americanos de Lima 2019, a atleta conquistou a medalha de ouro no lançamento de disco F11 com a marca de 35m32, estabelecendo um novo recorde da competição. No lançamento de dardo conseguiu um bronze na junção das classes F11/F12/F13. Em novembro de 2019, no Mundial de Atletismo Paralímpico, foi medalhista de bronze no lançamento de disco da classe F11 com a distância de 34,28m.
Em setembro de 2022, ela competiu no Grand Prix de Marrakech de Atletismo Paralímpico onde obteve a marca de 10,24 metros no arremesso de peso e faturou a medalha de bronze em uma prova agrupada das classes F11/12/20. Em julho de 2023, Campos esteve no Campeonato Mundial de Atletismo Paralímpico, em Paris, na França, onde terminou em 6.º lugar no lançamento de disco e 9.º lugar no arremesso de peso.

## Principais conquistas
Jogos Paralímpicos
- Bronze – lançamento de disco classe F11 (Rio 2016)

Jogos Parapan-Americanos
- Ouro – lançamento de disco classes F11/12 (Toronto 2015)
- Prata – arremesso de peso classes F11/12 (Toronto 2015)
- Ouro – lançamento de disco classe F11 (Lima 2019)
- Bronze – lançamento de dardo classes F11/F12/F13 (Lima 2019)

Campeonato Mundial de Atletismo Paralímpico
- Bronze – arremesso de peso (Lyon 2013)[18]
- Bronze – lançamento de disco (Doha 2015)[18]
- Prata – lançamento de dardo (Londres 2017)[18]
- Bronze – lançamento de disco (Londres 2017)[18]
- Bronze – lançamento de disco (Dubai 2019)[18]